# Тийдус, Урве
Урве Тийдус (Urve Tiidus) — эстонский политический деятель, министр культуры (2013—2015).
Родилась 6 июня 1954 года в г. Рапла, девичья фамилия Ууссаар (Uussaar).
Окончила Таллинскую школу № 21 и Тартуский университет по специальности английская филология (1977).
Работала на Эстонском телевидении с 1977 по 1991 и с 1995 по 1999 год, редактор англоязычных репортажей, ассистент директора. В 1999—2001 гг. директор департамента образования и культуры городской администрации Курессааре. В 2001—2005 гг. диктор новостей на вечерней программе «Актуальная камера» на Втором канале.
В 2005—2011 гг. мэр Курессааре. В 2011—2013 депутат XII Рийгикогу (Эстонского парламента) от Партии реформ, член комитета по финансам и комитета по делам Евросоюза.
С 4 декабря 2013 года министр культуры в правительстве Андруса Ансипа, сменила ушедшего в отставку Рейна Ланга.
С апреля 2015 по апрель 2023 года член XIII и XIV Рийгикогу, до 2019 года председатель фракции Партии реформ Эстонии.
В апреле 2024 года в связи с избранием члена XV Рийгикогу Пяртеля-Пеэтера Пере вице-мэром столицы получила его депутатский мандат.
Семья: муж, сын, дочь.